# D'Avigdor
d'Avigdor is een Italiaans-Frans geslacht, oorspronkelijk afkomstig uit Nice en behorend tot de Nederlandse, Britse, Franse en de Italiaanse adel. Het geslacht werd met Abraham Avigdor in 1350 voor het eerst vermeld. In de negentiende en de vroeg-twintigste eeuw werd het opgesplitst in een Franse, een Italiaanse en een Engelse tak. 
Lodewijk Napoleon Bonaparte verleende Isaac Samuel Avigdor de erfelijke titel van graaf van Malburg. Henri Salomon d'Avigdor werd in 1861 door de Republiek San Marino de erfelijke titel hertog van Acquaviva (Duca d'Acquaviva) verleend. De Engelse tak werd gesticht door Osmond Elim d'Avigdor-Goldsmid. Hij werd in 1934 verheven tot baronet, een Britse erfelijke titel. Een baronet voert de ridderstitel en wordt aangesproken als 'sir'.